# جبل هرابة
جبل هَرّابَة جبل يقع بشمال غربي الجمهورية التونسية، شمال غربي مدينة تاجروين وجنوب غربي مدينة الكاف. يبلغ ارتفاعه 1095 م.